# The Mr. Peabody & Sherman Show
The Mr. Peabody & Sherman Show (Sr. Peabody e Sherman Show no Brasil ou Mr. Peabody e Sherman em Portugal)  é uma websérie de animação produzida por DreamWorks Animation e Jay Ward Productions. A série é baseada no segmento animado dos anos 1960 chamada "Peabody's Improbable History" que foi ao ar como parte de The Rocky and Bullwinkle Show, e o filme de 2014 Mr. Peabody and Sherman, também produzido pela DreamWorks Animation. A série estreou em 9 de outubro de 2015 na Netflix.  A segunda temporada foi lançada em 18 de março de 2016. A terceira temporada, em 21 de outubro de 2016, e a quarta temporada, em 21 de abril de 2017. 
A série é desenhada virtualmente a mão e a DHX Media  em Vancouver é responsável pela animação.  A voz do Mr. Peabody na versão original em inglês é de Chris Parnell, enquanto Max Charles faz o papel de Sherman. Na versão brasileira, Hércules Franco faz o Mr. Peabody e Arthur Salerno faz o Sherman. De acordo com The Animation Guild, I.A.T.S.E. Local 839, foram solicitados 78 episódios para a série de televisão. No Brasil, a série estreou na televisão em 4 de maio de 2018 pelo canal Boomerang. Em Portugal, estreou no dia 5 de dezembro de 2016 pelo canal Biggs. Nos EUA, a série começa a ser transmitida pelo Universal Kids em 8 de abril de 2018.

## Sinopse
O Sr. Peabody e seu filho Sherman apresentam um show de variedades de TV ao vivo de sua cobertura em Manhattan.  A metade do show é neste formato de variedades e a outra metade é de aventuras de viagens no tempo, formatadas como os segmentos originais de "Peabody's Improbable History" dos anos 1950 e 1960.

## Vozes originais
- Chris Parnell como Mr. Peabody
- Max Charles como Sherman
- Da'Vine Joy Randolph como Christine
- Dieter Jansen como Mr. Hobson e Bird Baby
- David P. Smith como Sra. Arugula Hughes, Orchoptitron e Orville Wright

### Convidados
- Brian Baumgartner como Hotu Matu'a
- Gary Busey como Future Mr. Peabody
- Margaret Cho como Hua Mulan
- Bob Dorough como James Madison
- Stephen Fry como Uncle Duke
- Jared Harris como Bigfoot
- Daniel Henney como Akashi Shiganosuke
- Sunil Malhotra como Sweet Tune Swami
- Jane Lynch como Bernadette Steel
- Missi Pyle como Catherine the Great
- Jeff Ross como Aristophanes
- Reggie Watts como Rejgie
- Fred Stoller como Peter Cooper

### Vozes adicionais
- Carlos Alazraqui como Ponce de Leon
- Dee Bradley Baker como Mozart, Duck e outros
- Eric Bauza como Galileo, Jackson Haines, Carlo Gatti, Samuel Osgood e outros
- Michael Patrick Bell como Hercules e outros
- Jeff Bennett como Harry Houdini, Mark Twain, John Harrington, Leonardo da Vinci, Benjamin Franklin e outros
- Steve Blum como Jules Leotard
- Eric Bradley
- John DiMaggio como George Stephenson
- Richard Epcar
- Brian George
- Grey Griffin como Cleopatra and others
- Jess Harnell
- Grace Kaufman como Boogaz
- David Kaye
- Josh Keaton como Mr. Yakamora, Edgar Allan Poe, Wilbur Wright, Julius Caesar e outros
- Tom Kenny como Blackbeard e outros
- Abigail Lewis como Shelby
- Tress MacNeille como Sacagawea, Florence Nightingale e outros
- Melanie Minichino como Queen Isabella
- Mark Moseley
- Darran Norris
- Nolan North como Marco Polo, John Sutter, Alexander Cartwright e outros
- Farris Patton como Lady Godiva
- Rob Paulsen
- Kevin Michael Richardson como Bumblebeard, outros piratas e King Henry VIII
- Paul Rugg como Napoleon
- Joshua Rush como Wheelz
- Eliza Schneider como Amalie Materna
- Tara Strong como Catherine the Great
- Fred Tatasciore como Winston Churchill, Zeus, Charles Dickens e outros
- Kari Wahlgren como Maria Garcia, Sra. Yakamora, Annie Oakley, Joan of Arc, Queen Elizabeth I, Hatshepsut e outros
- Greg Whipple como George Washington (episódio 1)
- Michael-Leon Wooley como George Crum e outros
- Keone Young
- Ethan Partington
- Carlo Bonomi como Sacagawea

## Dublagem brasileira
- Hércules Franco como Sr. Peabody
- Arthur Salerno como Sherman
- Fernando Mendonça como Napoleão
- André Brilhante como Corujotron
- Gustavo Pereira como Mozart
- Cláudio Galvan
- Guilherme Briggs
- Rita Lopes como Cléopatra
- Fred Mascarenhas
- Mauro Ramos como Winston Churchill
- Márcia Coutinho como Christina
- Alexandre Moreno como Síndico Sr. Hobson e Sr. Yakamora
- Sylvia Salustti como Sra. Yakamora
- Pamella Rodrigues como Shelby

## Convidados musicais
Em alguns episódios há convidados músicos e cantores.
- Wordsworth & Prince Paul em Stuck/Mozart
- Jukebox the Ghost em Black Hole/Winston Churchill
- Ra Ra Riot em Peabody's Parents/Galileo
- JD McPherson em Outbreak/Ancient Greek Games
- Katie Herzig em World Records/Hotu Matu'a
- JD Sampson em Telethon/Enrico Caruso
- Hammered Satin em Peabody's Delivery/Joe vs. the Peabody and Sherman
- The Family Crest em The Perfect Perfect Show Again Again/Abraham Lincoln

## Trilha sonora
A trilha sonora para a primeira temporada da série foi lançada em formato digital em 2 de outubro de 2015, e o CD em dezembro de 2015. Lançado por Lakeshore Records, o álbum apresenta partitura original, a música de abertura de Eric Goldman e Michael Corcoran (aka The Outfit) e músicas originais de Jukebox the Ghost, JD McPherson, Wordsworth e Prince Paul e  Ra Ra Riot., juntamente com músicas originais criadas pelo elenco da série.

## Produção
Chris Parnell substituiu Ty Burrell na voz do Sr. Peabody no filme de 2014 Mr. Peabody & Sherman. Ele havia feito audição para o papel um ano e meio antes da série estrear. Tentou fazer uma voz o mais parecida possível com a de Bill Scott nos desenhos originais e se preparou assistindo à versão de 1960. Terminou fazendo sua própria interpretação do personagem. 